# 第16回オンライン映画批評家協会賞
16th Online Film Critics Society Awards

2012

作品賞: 

 『アルゴ』 
第16回オンライン映画批評家協会賞は、2012年の映画を対象としており、2012年12月24日にノミネートが発表された。そして、2013年1月7日に結果が発表された。

## 受賞とノミネート一覧

### 作品賞
- 『アルゴ』
  - 『ホーリー・モーターズ』
  - 『ザ・マスター』
  - 『ムーンライズ・キングダム』
  - 『ゼロ・ダーク・サーティ』

### 監督賞
- ポール・トーマス・アンダーソン - 『ザ・マスター』
  - ベン・アフレック - 『アルゴ』
  - ウェス・アンダーソン - 『ムーンライズ・キングダム』
  - キャスリン・ビグロー - 『ゼロ・ダーク・サーティ』
  - レオス・カラックス - 『ホーリー・モーターズ』

### 主演男優賞
- ダニエル・デイ＝ルイス - 『リンカーン』
  - ジョン・ホークス - 『セッションズ』
  - ドニ・ラヴァン - 『ホーリー・モーターズ』
  - ホアキン・フェニックス - 『ザ・マスター』
  - デンゼル・ワシントン - 『フライト』

### 主演女優賞
- ジェシカ・チャステイン - 『ゼロ・ダーク・サーティ』
  - ジェニファー・ローレンス - 『世界にひとつのプレイブック』
  - エマニュエル・リヴァ - 『愛、アムール』
  - クヮヴェンジャネ・ウォレス - 『ハッシュパピー 〜バスタブ島の少女〜』
  - レイチェル・ワイズ - 『愛情は深い海の如く』

### 助演男優賞
- フィリップ・シーモア・ホフマン - 『ザ・マスター』
  - アラン・アーキン - 『アルゴ』
  - ドワイト・ヘンリー - 『ハッシュパピー 〜バスタブ島の少女〜』
  - トミー・リー・ジョーンズ - 『リンカーン』
  - クリストフ・ヴァルツ - 『ジャンゴ 繋がれざる者』

### 助演女優賞
- アン・ハサウェイ - 『レ・ミゼラブル』
  - エイミー・アダムス - 『ザ・マスター』
  - アン・ダウド - 『コンプライアンス 服従の心理』
  - サリー・フィールド - 『リンカーン』
  - ヘレン・ハント - 『セッションズ』

### オリジナル脚本賞
- 『キャビン』 - ジョス・ウィードン & ドリュー・ゴダード
- 『LOOPER/ルーパー』 - ライアン・ジョンソン
- 『ザ・マスター』 - ポール・トーマス・アンダーソン
- 『ムーンライズ・キングダム』 - ウェス・アンダーソン & ロマン・コッポラ
- 『ゼロ・ダーク・サーティ』 - マーク・ボール

### 脚色賞
- 『アルゴ』 - クリス・テリオ
  - 『ハッシュパピー 〜バスタブ島の少女〜』 - ルーシー・アリバー、ベン・ザイトリン
  - 『クラウド アトラス』 - ラナ・ウォシャウスキー、トム・ティクヴァ、アンディ・ウォシャウスキー
  - 『コズモポリス』 - デヴィッド・クローネンバーグ
  - 『リンカーン』 - トニー・クシュナー

### 非英語作品賞
- 『ホーリー・モーターズ』 フランス
  - 『愛、アムール』 フランス
  - 『君と歩く世界』 フランス
  - 『これは映画ではない』 イラン
  - 『ニーチェの馬』 ハンガリー

### ドキュメンタリー映画賞
- 『これは映画ではない』
  - The Imposter
  - The Invisible War
  - 『二郎は鮨の夢を見る』
  - The Queen of Versailles

### アニメ映画賞
- 『パラノーマン ブライス・ホローの謎』
  - 『メリダとおそろしの森』
  - 『フランケンウィニー』
  - 『借りぐらしのアリエッティ』
  - 『シュガー・ラッシュ』

### 撮影賞
- 『007 スカイフォール』 - ロジャー・ディーキンス
  - 『ライフ・オブ・パイ/トラと漂流した227日』 - クラウディオ・ミランダ
  - 『リンカーン』 - ヤヌス・カミンスキー
  - 『ザ・マスター』 - ミハイ・マライメア・Jr
  - 『ムーンライズ・キングダム』 - ロバート・D・イェーマン

### 編集賞
- 『クラウド アトラス』 - アレクサンダー・バーナー
  - 『アルゴ』 - ウィリアム・ゴールデンバーグ
  - 『ザ・マスター』 - レスリー・ジョーンズ、ピーター・マクナルティ
  - 『007 スカイフォール』 - スチュアート・ベアード
  - 『ゼロ・ダーク・サーティ』 - ウィリアム・ゴールデンバーグ、ディラン・ティチェナー